# Silvestertal

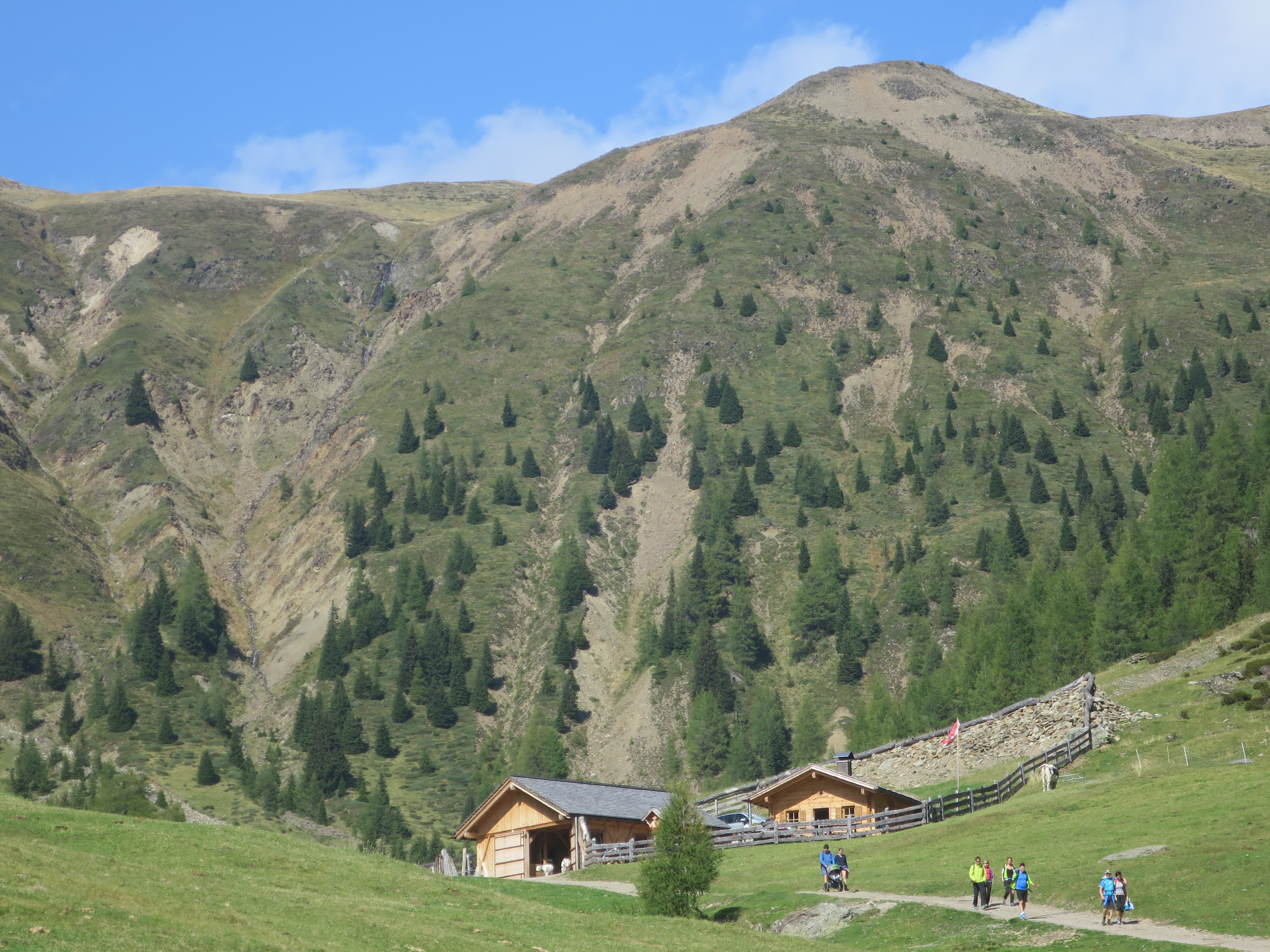
Die Steinbergalm im Talschluss des Silvestertals

Das Silvestertal ist ein nördliches Seitental des Pustertals in Südtirol. Administrativ gehört es vollständig zur Gemeinde Toblach. Es zweigt beim Hauptort der Gemeinde Richtung Norden ab und führt in die Villgratner Berge hinein. Entwässert wird es durch den Silvesterbach, der am Toblacher Feld in die Rienz mündet. Noch im Taleingangsbereich liegt auf 1300–1340 m Höhe die Ortschaft Wahlen. Im Talinneren biegt das Tal ostwärts ab und wendet sich schließlich wieder nordwärts, wo es unter dem Toblacher Pfannhorn (2663 m) und dem Markinkele (2545 m) endet.